# ミッドウェスト (ラッパー)
ミッドウェスト（英: midwxst）は、アメリカ合衆国のラッパー。ゲフィン・レコードと契約している。

## 生い立ち
サラットはサウスカロライナ州コロンビアで生まれた。父親は空軍に勤務し、母親は非常に仕事ができ、より良い仕事の配置を次々と受けていたため、引っ越しが多く、メンフィス、コネチカット、ベルギーなどでも過ごした。幼い頃に注意欠陥・多動性障害（ADHD）と診断された。高校時代はバンドに加入し、高校2年生の時にはすでに音楽制作を始めていたという。現在はインディアナ州に住んでいる。

## 音楽性と影響
ミッドウェストの音楽スタイルはハイパーポップと評されている。ミッドウェストは音楽的な影響として、タイラー・ザ・クリエイター、フランク・オーシャン、カニエ・ウェスト、XXXテンタシオン、ピエール・ボーン、ビル・ウィザース、マーヴィン・ゲイ、ポーター・ロビンソン、TLCを挙げている。

## 評価
『ピッチフォーク』のハッティ・リンダートは彼のスタジオアルバムである『E3』を、「彼のハイパーポップ、デジコア、レイジラップのルーツを基にしつつも、彼自身をポップスターとして位置づけている」と評した。

## ディスコグラフィ

### スタジオ・アルバム
- E3（2023年）
- ARCHANGEL（2025年）